# Fred besjunger Frida
Fred besjunger Frida är vissångaren Fred Åkerströms andra studioalbum, utgivet 1964 på skivbolaget Metronome. På albumet tolkar han visor av Birger Sjöberg.
Albumet producerades av Anders Burman och spelades in i Metronomes studio i Stockholm mellan 13 och 28 oktober 1964. Ljudtekniker var Rune Persson. Låtarna arrangerades av Gunnar Lundén-Welden och framfördes av Åkerström (sång och gitarr).

## Låtlista

### LP
Sida A
1. "Söndagsmorgon" – 4:08
2. "Frida sörjer sommaren" – 1:45
3. "Basens sorg" – 3:55
4. "Bleka dödens minut" – 4:14
5. "Aftontankar vid Fridas ruta" – 5:00

Sida B
1. "Duvdrottningen" – 3:44
2. "Romantisk promenad" – 4:38
3. "Hos min doktor" – 3:25
4. "Månens hy" – 1:53
5. "Finge Frida rätt" – 3:16
6. "Krigssyn" – 2:46

## Medverkande
- Anders Burman – producent
- Gunnar Lundén-Welden – arrangemang
- Rune Persson – ljudtekniker
- Fred Åkerström – sång, gitarr